# Stabat Mater (film)
|  | Denne artikel er oprettet af botten Steenthbot ud fra en ekstern database. Den kan derfor have sproglige fejl eller mangler. Denne skabelon kan fjernes efter kontrol af indholdet. |

Stabat Mater er en dansk kortfilm fra 2005 instrueret af Kalle Bjerkø og efter manuskript af Maya Ilsøe.

## Handling
Hvad hvis manglen på kærlighed bliver så stor, at rå fysisk smerte er det eneste der kan erstatte den? Og hvad hvis du til sidst ikke kan føle smerten mere? hvad er der så tilbage? ¿En dag så er jeg her ikke mere, hvad vil du så gøre?¿ spørger en mor sin søn efter han har bedt om et glas vand. Svaret på det spørgsmål får grufulde konsekvenser for 8-årige Mads, der kun ønsker sin mors kærlighed.